# Seznam dílů seriálu Kalifornské léto
Toto je seznam dílů seriálu Kalifornské léto.

## Přehled řad
| Řada | Díly | Premiéra v USA | Premiéra v USA    | Premiéra v ČR | Premiéra v ČR |
| Řada | Díly | První díl      | Poslední díl      | První díl     | Poslední díl  |
| ---- | ---- | -------------- | ----------------- | ------------- | ------------- |
| 1    | 13   | 1. června 2004 | 17. srpna 2004    | vysíláno      | vysíláno      |
| 2    | 13   | 28. února 2005 | 18. července 2005 | vysíláno      | vysíláno      |

## Seznam dílů

### První řada (2004)
| Č. v seriálu | Č. v řadě | Původní název                       | Český název | Režie                 | Scénář                       | Premiéra v USA    | Premiéra v ČR |
| ------------ | --------- | ----------------------------------- | ----------- | --------------------- | ---------------------------- | ----------------- | ------------- |
| 1            | 1         | Pilot                               |             | Ian Toynton           | Stephen Tolkin               | 1. června 2004    | vysíláno      |
| 2            | 2         | And So the Day Begins               |             | Ian Toynton           | Stephen Tolkin               | 1. června 2004    | vysíláno      |
| 3            | 3         | Fireworks                           |             | Harry Winer           | Jon Cowan a Robert L. Rovner | 8. června 2004    | vysíláno      |
| 4            | 4         | Into My Life                        |             | Matt Shakman          | Katie Botel                  | 15. června 2004   | vysíláno      |
| 5            | 5         | The Grass Is Greener Than You Think |             | Peter O'Fallon        | Denitria Harris-Lawrence     | 22. června 2004   | vysíláno      |
| 6            | 6         | Big Waves                           |             | David Petrarca        | Craig Machen                 | 29. června 2004   | vysíláno      |
| 7            | 7         | To Thine Self Be True               |             | Timothy Busfield      | Gay Walch                    | 6. července 2004  | vysíláno      |
| 8            | 8         | Secrets                             |             | Harry Winer           | Jon Cowan a Robert L. Rovner | 13. července 2004 | vysíláno      |
| 9            | 9         | Skipping School                     |             | Steve Miner           | Graham Yost                  | 20. července 2004 | vysíláno      |
| 10           | 10        | Kicking and Screaming               |             | Peter O'Fallon        | Denitria Harris-Lawrence     | 27. července 2004 | vysíláno      |
| 11           | 11        | Life in a Fishbowl                  |             | Jeff Bleckner         | Stephen Tolkin               | 3. srpna 2004     | vysíláno      |
| 12           | 12        | Yummy Mummy                         |             | Harry Winer           | Katie Botel                  | 10. srpna 2004    | vysíláno      |
| 13           | 13        | On the Last Night of Summer         |             | Robert Duncan McNeill | Stephen Tolkin               | 17. srpna 2004    | vysíláno      |

### Druhá řada (2005)
| Č. v seriálu | Č. v řadě | Původní název                        | Český název                | Režie                 | Scénář                      | Premiéra v USA    | Premiéra v ČR |
| ------------ | --------- | ------------------------------------ | -------------------------- | --------------------- | --------------------------- | ----------------- | ------------- |
| 14           | 1         | The Wisdom to Know the Difference    | Moudrost poznat ten rozdíl | Robert Duncan McNeill | Remi Aubuchon               | 28. února 2005    | vysíláno      |
| 15           | 2         | I Am the Walrus                      | Jsem mrož                  | David Jackson         | Shane Brennan               | 7. března 2005    | vysíláno      |
| 16           | 3         | Sledgehammer                         | Pajcr                      | Harry Winer           | Lon Diamond                 | 14. března 2005   | vysíláno      |
| 17           | 4         | Pick Nik                             | Volte Niki                 | Janice Cooke-Leonard  | Katie Botel                 | 21. března 2005   | vysíláno      |
| 18           | 5         | Mr. & Mrs. Who                       | Pán a paní...?             | Harry Winer           | Linda McGibney              | 28. března 2005   | vysíláno      |
| 19           | 6         | The Pleiades                         | Plejády                    | Robert Duncan McNeill | Joan Binder Weiss           | 4. dubna 2005     | vysíláno      |
| 20           | 7         | Where There's a Will, There's a Wave |                            | Peter O'Fallon        | Tim Davis                   | 11. dubna 2005    | vysíláno      |
| 21           | 8         | Leaving Playa Linda                  | Sbohem, Playo Lindo        | Jack Clements         | Patrick Sean Smith          | 11. dubna 2005    | vysíláno      |
| 22           | 9         | Signs                                | Znamení                    | Harry Winer           | Shane Brennan a Lon Diamond | 13. června 2005   | vysíláno      |
| 23           | 10        | The Space Between Us                 | Vzdálenost mezi námi       | Peter O'Fallon        | Rick Muirragui              | 20. června 2005   | vysíláno      |
| 24           | 11        | Safe House                           | Bezpečný domov             | Allison Liddi-Brown   | Linda McGibney              | 27. června 2005   | vysíláno      |
| 25           | 12        | Careful What You Wish For            | Dej pozor, co si přeješ    | Robert Duncan McNeill | Brenda Lilly a Hollis Rich  | 11. července 2005 | vysíláno      |
| 26           | 13        | What's Past is Prologue              | Co bylo, byla předehra     | Janice Cooke-Leonard  | Katie Botel                 | 18. července 2005 | vysíláno      |